# Арсонвал
Арсонвал (фр. Arsonval) насеље је и општина у североисточној Француској у региону Шампањ-Арден, у департману Об која припада префектури Бар сир Об.
По подацима из 2011. године у општини је живело 343 становника, а густина насељености је износила 45,25 становника/km². Општина се простире на површини од 7,58 km². Налази се на средњој надморској висини од 159 метара.

## Демографија
| 1962. | 1968. | 1975. | 1982. | 1990. | 1999. | 2011. |
| ----- | ----- | ----- | ----- | ----- | ----- | ----- |
| 273   | 280   | 320   | 388   | 365   | 331   | 343   |

График промене броја становника у току последњих година